# Élections législatives de 1968 dans la Meuse
Les élections législatives françaises de 1968 se déroulent le 23 juin 1968. Dans le département de la Meuse, deux députés sont à élire dans le cadre de deux circonscriptions.

## Élus
| Circonscription | Député sortant   | Parti | Parti | Député élu ou réélu | Parti | Parti |
| --------------- | ---------------- | ----- | ----- | ------------------- | ----- | ----- |
| 1re             | Louis Jacquinot  |       | RI    | Louis Jacquinot     |       | UDR   |
| 2e              | André Beauguitte |       | RI    | André Beauguitte    |       | RI    |

## Résultats

### Résultats à l'échelle du département
|                | Union pour la défense de la République          | 31 875  | 34,09  | 1 |  |  |
|                | Républicains indépendants                       | 27 126  | 29,01  | 1 |  |  |
|                | Union des républicains de progrès               | 59 001  | 63,09  | 2 |  |  |
|                |                                                 |         |        |   |  |  |
|                | Convention des institutions républicaines       | 11 206  | 11,98  | 0 |  |  |
|                | Section française de l'Internationale ouvrière  | 5 348   | 5,72   | 0 |  |  |
|                | Fédération de la gauche démocrate et socialiste | 16 554  | 17,70  | 0 |  |  |
|                |                                                 |         |        |   |  |  |
|                | Parti communiste français                       | 14 230  | 15,22  | 0 |  |  |
|                | Progrès et démocratie moderne                   | 3 729   | 3,99   | 0 |  |  |
|                |                                                 |         |        |   |  |  |
| Inscrits       | Inscrits                                        | 119 336 | 100,00 | 2 |  |  |
| Abstentions    | Abstentions                                     | 22 381  | 18,75  |   |  |  |
| Votants        | Votants                                         | 96 955  | 81,25  |   |  |  |
| Blancs et nuls | Blancs et nuls                                  | 3 441   | 3,55   |   |  |  |
| Exprimés       | Exprimés                                        | 93 514  | 96,45  |   |  |  |

### Résultats par circonscription

#### Première circonscription (Bar-le-Duc)
|                | Louis Jacquinot sortant réélu | UDR (URP)      | 31 875 | 62,57  |  |  |  |
|                | Victor Cusseau                | FGDS (CIR)     | 11 206 | 22     |  |  |  |
|                | André Savard                  | PCF            | 7 865  | 15,44  |  |  |  |
|                |                               |                |        |        |  |  |  |
| Inscrits       | Inscrits                      | Inscrits       | 66 337 | 100,00 |  |  |  |
| Abstentions    | Abstentions                   | Abstentions    | 12 812 | 19,31  |  |  |  |
| Votants        | Votants                       | Votants        | 53 525 | 80,69  |  |  |  |
| Blancs et nuls | Blancs et nuls                | Blancs et nuls | 2 579  | 4,82   |  |  |  |
| Exprimés       | Exprimés                      | Exprimés       | 50 946 | 95,18  |  |  |  |

#### Deuxième circonscription (Verdun)
|                | André Beauguitte sortant réélu | RI (UDR)       | 27 126 | 63,72  |  |  |  |
|                | Daniel Mayer                   | PCF            | 6 365  | 14,95  |  |  |  |
|                | René Vigneron                  | FGDS (SFIO)    | 5 348  | 12,56  |  |  |  |
|                | Pierre Mangeot                 | CD (PDM)       | 3 729  | 8,76   |  |  |  |
|                |                                |                |        |        |  |  |  |
| Inscrits       | Inscrits                       | Inscrits       | 52 999 | 100,00 |  |  |  |
| Abstentions    | Abstentions                    | Abstentions    | 9 569  | 18,06  |  |  |  |
| Votants        | Votants                        | Votants        | 43 430 | 81,94  |  |  |  |
| Blancs et nuls | Blancs et nuls                 | Blancs et nuls | 862    | 1,98   |  |  |  |
| Exprimés       | Exprimés                       | Exprimés       | 42 568 | 98,02  |  |  |  |